# تئودور زینکه
تئودور زینکه (آلمانی: Theodor Zincke; ۱۹ مهٔ ۱۸۴۳ – ۱۷ مارس ۱۹۲۸) شیمیدان اهل آلمان بود.